# Danny Gabbidon
Daniel Leon "Danny" Gabbidon (ur. 8 sierpnia 1979 w Cwmbran) - walijski piłkarz występujący na pozycji obrońcy.

## Kariera klubowa
Gabbidon swoją karierę piłkarską rozpoczął w roku 1996 w szkółce juniorów West Bromwich Albion. Dwa lata później został włączony do pierwszej drużyny tego klubu. Zadebiutował w niej 20 marca 1999 roku, kiedy to wystąpił w przegranym 0:1 ligowym spotkaniu z Ipswich Town. W debiutanckim sezonie Walijczyk zagrał jeszcze w pojedynku z Sunderlandem AFC. W następnych rozgrywkach wystąpił już w 18 ligowych spotkaniach, po czym, 10 sierpnia 2000 roku został wypożyczony do występującego wówczas w League Two Cardiff City.
W nowej drużynie pierwszy występ zaliczył 19 sierpnia, kiedy to zagrał w zremisowanym 1:1 spotkaniu z Blackpool FC. Gabbidon wystąpił jeszcze w ośmiu spotkaniach, po czym, 21 września został wykupiony od West Bromwich Albion za kwotę 175 tysięcy funtów. 17 lutego 2001 roku w wygranym 3:0 pojedynku z Scunthorpe United zdobył dwie bramki. Debiutancki sezon w ekipie Cardiff City zakończył z 43 ligowymi występami, sześcioma pucharowymi oraz trzema bramkami. W następnym sezonie również był jednym z podstawowych piłkarzy angielskiego klubu, zaliczając 49 występów we wszystkich rozgrywkach. Rok później zagrał w 27 meczach League One i pomógł awansować swojej drużynie po play-offach do League Championship. W kwietniu 2004 roku został wybrany przez BBC Sport do najlepszej jedenastki ligi, zaś sezon 2003/04 zakończył z 41 występami oraz trzema zdobytymi bramkami. W następnych rozgrywkach zagrał również w ponad 40 spotkaniach, zaś w letnim okienku transferowym do występującego Premier League West Hamu United. Łącznie w ekipie Cardiff City zagrał w 190 ligowych meczach, zdobywając w nich 10 goli.
W nowej drużynie swój debiut zaliczył 13 sierpnia, kiedy to zagrał w wygranym 3:1 spotkaniu z Blackburn Rovers. W październiku został także wybrany najlepszym walijskim piłkarzem roku. Swój debiutancki sezon w drużynie z Londynu zakończył z 32 ligowymi występami oraz został wybrany najlepszym piłkarzem drużyny. Jego klub dotarł także do finału Pucharu Anglii. Przegrała jednak w nim po rzutach karnych z Liverpoolem FC a on sam zagrał przez całe to spotkanie. Przez następne dwa sezony Gabbidon coraz mniej występował w swoim zespole, grając kolejno w 18 i 10 meczach w sezonie. W sezonie 2008/2009 nie zagrał w ani jednym ligowym spotkaniu.
25 lipca 2011 roku przeszedł do Queens Park Rangers. Dla QPR Gabbidon rozegrał 17 meczów w Premier League.
18 września 2012 roku podpisał obowiązujący do końca sezonu 2012/2013 kontrakt z Crystal Palace. 15 grudnia 2012 roku zadebiutował w barwach Palace w zremisowanym 2-2 wyjazdowym spotkaniu z Birmingham City.

## Statystyki kariery
| Sezon   | Klub                 | Kraj   | Rozgrywki      | Mecze | Bramki |
| ------- | -------------------- | ------ | -------------- | ----- | ------ |
| 1998/99 | West Bromwich Albion | Anglia | Division One   | 2     | 0      |
| 1999/00 | West Bromwich Albion | Anglia | Division One   | 18    | 0      |
| 2000/01 | Cardiff City         | Anglia | Division Three | 43    | 3      |
| 2001/02 | Cardiff City         | Anglia | Division Two   | 44    | 3      |
| 2002/03 | Cardiff City         | Anglia | Division Two   | 24    | 0      |
| 2003/04 | Cardiff City         | Anglia | Division One   | 41    | 3      |
| 2004/05 | Cardiff City         | Anglia | Championship   | 45    | 1      |
| 2005/06 | West Ham United      | Anglia | Premier League | 32    | 0      |
| 2006/07 | West Ham United      | Anglia | Premier League | 18    | 0      |
| 2007/08 | West Ham United      | Anglia | Premier League | 10    | 0      |
| 2008/09 | West Ham United      | Anglia | Premier League | 0     | 0      |
| 2009/10 | West Ham United      | Anglia | Premier League | 10    | 0      |
| 2010/11 | West Ham United      | Anglia | Premier League | 26    | 0      |
| 2011/12 | Queens Park Rangers  | Anglia | Premier League | 17    | 0      |
| 2012/13 | Crystal Palace       | Anglia | Championship   | 10    | 1      |
| 2013/14 | Crystal Palace       | Anglia | Premier League | 23    | 1      |
| 2014/15 | Cardiff City         | Anglia | Championship   | 1     | 0      |

## Kariera reprezentacyjna
W sezonie 1997/98 zagrał w trzech meczach reprezentacji Walii U-18, później zaliczył także 17 występów w kadrze do lat 21. Do pierwszej reprezentacji po raz pierwszy został powołany w lutym 2002 roku na towarzyskie spotkanie z Argentyną. Zadebiutował jednak w niej w marcu tego samego roku w zremisowanym 0:0 meczu z Czechami. Od tego czasu jest jednym z podstawowych piłkarzy reprezentacji Walii, zaliczył w niej już 40 występów.